# المسيرة (قناة)
قناة المسيرة الفضائية، قناة يمنية أنشأها وتملكها جماعة أنصار الله (الحوثيون) في اليمن. انطلقت القناة يوم الجمعة 23-3-2012 في بثها التجريبي الأول على قمر النايل سات. ثم إنطلق البث على القمر الروسي إكسبرس 44 بعد وقف ترددها في النايل سات بسبب ضغوطات سعودية.

## التاريخ
تأسست قناة المسيرة على يد جماعة الحوثي في يناير 2012 في بيروت بلبنان، وتقع بجوار قناة المنار التابعة لحزب الله، مع استوديوهات احتياطية في مقر حزب الله.

## برامج القناة[5]
- رهانات خاطئة
- الحقيقة لا غير
- شبه الجزيرة
- ميادين الجهاد
- هذا المساء
- مع الحدث
- صامدون
- لقاء خاص
- خطوط التماس
- عدوان قرن الشيطان
- سائرات
- مسائل فقهية

## الموقع الإلكتروني
أكد مسؤول بالأمن القومي الأمريكي لشبكة «سي إن إن»، أن حكومة الولايات المتحدة حجبت مواقع إلكترونية مرتبطة بإيران بهدف مواجهة «معلومات مضللة», ذكر أن المواقع التي تعرضت للحجب تابعة لقناة العالم وقناة الكوثر وقناة المسيرة اليمنية التابعة للحوثيين، وموقع المعلومة العراقي، كما تم في الولايات المتحدة حجب موقع قناة «هدهد» الإيرانية للأطفال.